# Yosse le galiléen

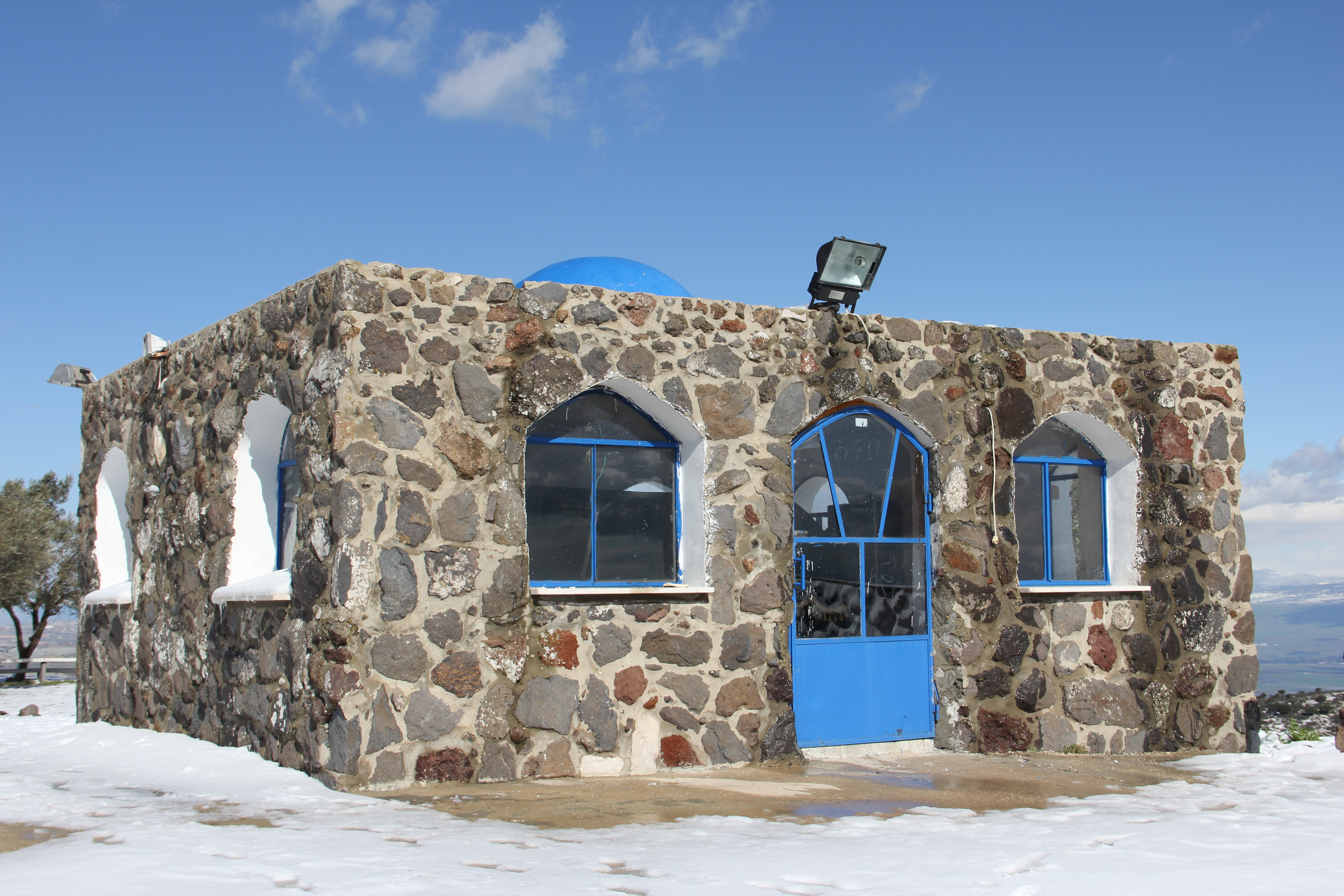

Rabbi Yosse le galiléen (judéo-araméen babylonien : רַבִּי יוֹסֵי הַגְּלִילִי) est un docteur de la Mishna de la troisième génération (début du IIe siècle). 
Il serait de la famille benjaminite des Bne Senaa puisqu’il fait don du bois pour le temple au lendemain du 9 av (TJ Taanit 4:4). Arrivé à Yavné dans sa jeunesse pour suivre les cours dispensés par Rabbi Eliezer, il se fait remarquer dès le premier jour en se lançant dans une dispute académique qu’il remporte face aux deux plus grands sages de l’endroit, Rabbi Akiva et Rabbi Tarphon (Sifre Bemidbar 118, TB Zevahim 57a). Les sources juives donnent peu de renseignements biographiques sur son compte, et rien n’est connu de son ascendance ou de son mariage, hormis le nom de ses fils qui deviennent à leur tour des sages éminents et rapportent souvent des enseignements de leur père.